# Cryphia nigra
Cryphia nigra är en fjärilsart som beskrevs av Huggins 1962. Cryphia nigra ingår i släktet Cryphia och familjen nattflyn. Inga underarter finns listade i Catalogue of Life.